# Episodi di Percy Jackson e gli dei dell'Olimpo
La prima stagione della serie televisiva Percy Jackson e gli dei dell'Olimpo, composta da otto episodi, è stata pubblicata sul servizio di streaming on demand Disney Plus dal 20 dicembre 2023 al 31 gennaio 2024.
Il cast principale di questa stagione è composto da Walker Scobell, Leah Sava Jeffries e Aryan Simhadri.
| nº | Titolo Originale                               | Titolo                                           | Pubblicazione USA | Pubblicazione Italia |
| -- | ---------------------------------------------- | ------------------------------------------------ | ----------------- | -------------------- |
| 1  | I Accidentally Vaporize My Pre-Algebra Teacher | Disintegro accidentalmente la prof di matematica | 19 dicembre 2023  | 20 dicembre 2023     |
| 2  | I Become Supreme Lord of the Bathroom          | Divento signore supremo del bagno                | 19 dicembre 2023  | 20 dicembre 2023     |
| 3  | We Visit the Garden Gnome Emporium             | Ci fermiamo all'emporio dei nanetti da giardino  | 26 dicembre 2023  | 27 dicembre 2023     |
| 4  | I Plunge to My Death                           | Mi getto tra le braccia della morte              | 2 gennaio 2024    | 3 gennaio 2024       |
| 5  | A God Buys Us Cheeseburgers                    | Un dio ci compra i cheeseburger                  | 9 gennaio 2024    | 10 gennaio 2024      |
| 6  | We Take a Zebra to Vegas                       | Prendiamo una zebra per Las Vegas                | 16 gennaio 2024   | 17 gennaio 2024      |
| 7  | We Find Out the Truth, Sort Of                 | Scopriamo la verità, più o meno                  | 23 gennaio 2024   | 24 gennaio 2024      |
| 8  | The Prophecy Comes True                        | La profezia si avvera                            | 30 gennaio 2024   | 31 gennaio 2024      |

## Disintegro accidentalmente la prof di matematica
- Diretto da: James Bobin
- Scritto da: Rick Riordan, Jonathan E. Steinberg, Daphne Olive

### Trama
Il dodicenne Percy Jackson, cresciuto vedendo creature fantastiche che altri non vedevano è considerato strano da tutti, tranne Grover il suo migliore amico, che condivide la sua passione per i miti e il fantastico. Un giorno durante una gita al Metropolitan Museum of Art, Percy riceve una penna a sfera dal signor Brunner (il suo insegnante di latino) perché la sua matita si era rotta. Al momento della pausa pranzo Percy spinge la bulla della sua classe Nancy Bobofit in una fontana senza toccarla perché si era stufato di essere sempre bullizzato, attirando l'attenzione dell'insegnante di matematica, la signora Dodds, che si rivela essere una Furia. Percy colpisce la Dodds con la penna che si rivela una spada e poi sviene. Quando si risveglia scopre che per tutti gli altri sembra non essere mai esistita. Percy viene allora espulso perché Grover ha testimoniato contro di lui e torna a casa dal patrigno Gabe Ugliano e dalla madre Sally Jackson. Percy e Sally si dirigono verso la loro casa al mare a Montauk, New York, dove Sally racconta a suo figlio che gli dei e i mostri della mitologia greca sono reali. In quel momento arriva Grover che si rivela un satiro (creatura metà umana e metà capra), spiega a Percy che i suoi poteri si sono risvegliati e ora può vedere quello che le persone normali non vedono e dice a Sally di trasferire Percy al sicuro al Campo Mezzosangue. I tre vengono attaccati da un Minotauro sulla loro strada, che apparentemente uccide Sally, il che fa sì che Percy lo uccida per rabbia. Al raggiungimento del Campo sviene e, una volta risvegliato, viene accolto da una figura che sembra un cavallo e alcune persone forse della sua età.

## Divento signore supremo del bagno
- Diretto da: James Bobin
- Scritto da: Rick Riordan, Jonathan E. Steinberg, Daphne Olive

### Trama
Percy si sveglia nell'infermeria del Campo Mezzosangue. Incontra il signor D, il direttore del Campo, che si rivela essere il dio del vino Dioniso e scopre che il signor Brunner è il centauro Chirone. Quest'ultimo ordina a Percy di rimanere nella capanna di Ermes finché il suo genitore divino non lo avrà rivendicato. Il ragazzo incontra diversi altri semidei, tra cui Luke Castellan (figlio di Ermes) e Clarisse La Rue (figlia di Ares), con cui prova diverse attività. Clarisse e i suoi amici tentano di immergere la testa di Percy nel gabinetto, ma lui inconsapevolmente li respinge con dei poteri inaspettati. Annabeth Chase (figlia di Atena) sceglie Percy nella sua squadra per giocare a Caccia alla Bandiera. Luke racconta a Percy di come lui e Talia Grace avevano reclutato Annabeth partendo per il Campo, ma che solo lui e Annabeth ce l'avevano fatta. Caccia alla Bandiera inizia, e Percy respinge l'ennesimo attacco da Clarisse e i suoi amici, in cerca di vendetta. Dopo la vittoria della sua squadra, Annabeth spinge Percy nel lago per guarirlo, dove viene anche rivendicato da Poseidone, dio dei mari, come suo figlio. Poco dopo a Percy viene detto che Zeus lo ha accusato di aver rubato la Folgore olimpica (arma e simbolo del potere di Zeus) e che scoppierà una guerra se non verrà restituita entro una settimana. In quel momento arriva Grover che dice a Percy che Sally è ancora viva ed è stata rapita da Ade, il dio degli Inferi, così Percy decide di intraprendere la missione per provare a salvare anche lei.

## Ci fermiamo all'emporio dei nanetti da giardino
- Diretto da: Anders Engström
- Scritto da: Jonathan E. Steinberg e Monica Owusu-Breen

### Trama
Percy riceve una profezia dall'Oracolo, che sembra confermare che la Folgore olimpica è in realtà nelle mani di Ade, negli Inferi sotto Los Angeles. Chirone chiede a Percy di scegliere altri due ragazzi del Campo per accompagnarlo nella sua ricerca, e Percy sceglie Annabeth e Grover. Prima di partire, Percy riceve anche un paio di scarpe alate da Luke. I tre iniziano un viaggio in pullman attraverso il Paese ma, arrivati nel New Jersey, vengono attaccati da Alecto, che si è riformata dal precedente attacco, e Tisifone. Riescono a fuggire e trovare la casa di Medusa. Questa cerca di convincere Percy che non è un mostro, ma piuttosto una vittima dei capricci degli dei, e gli chiede di tradire i suoi amici in cambio di aiuto per salvare sua madre Sally. Il ragazzo non accetta e il trio collabora per decapitare Medusa. Percy poi usa la sua testa per pietrificare Alecto. Dopo disaccordi con Annabeth e Grover, Percy rivela loro che la profezia diceva che sarebbe stato tradito da un amico. I tre si chiariscono e Percy decide di mandare la testa di Medusa sull'Olimpo.

## Mi getto tra le braccia della morte
- Diretto da: Anders Engström
- Scritto da: Jonathan E. Steinberg e Joe Tracz

### Trama
Percy, Annabeth e Grover continuano il loro viaggio verso ovest su un treno. Il trio scopre che la loro cabina è stata saccheggiata da una donna, che si rivela essere Echidna (la madre di tutti i mostri), la quale sta allevando un cucciolo di Chimera che avvelena Percy con uno dei suoi aculei. Dopo che il treno arriva a St. Louis, il trio cerca rifugio all'interno del Gateway Arch, essendo questo un monumento ad Atena. Percy inizia a peggiorare per colpa del veleno, così Annabeth decide di portarlo in cima all'Arco per cercare aiuto da sua madre. Annabeth scopre però che Atena si è vergognata di lei dopo che la testa di Medusa è arrivata sull'Olimpo e ha permesso a Echidna e alla Chimera di entrare nell'Arco. Percy decide di rimanere solo ad affrontarli per permettere a Grover e Annabeth di fuggire. Dopo essere stato sconfitto dalla Chimera, Percy cade dall'Arco, ma viene trascinato nel fiume Mississippi, salvandosi. Lì, incontra una Nereide, che lo aiuta a scoprire che può respirare sott'acqua.

## Un dio ci compra i cheeseburger
- Diretto da: Jet Wilkinson
- Scritto da: Rick Riordan e Jonathan E. Steinberg

### Trama
Annabeth vede le tre Parche tagliare il filo della vita che le preannunciano una morte prima che lei e Grover si riuniscano con Percy. Quest'ultimo dice loro che hanno bisogno di incontrare Poseidone a Santa Monica prima di sapere che sono diventati dei criminali ricercati a causa degli eventi sul treno e all'Arch. Il trio poi incontra Ares, il dio della guerra, che si offre di aiutarli se Percy e Annabeth recuperano il suo scudo da un parco acquatico. I due trovano lo scudo all'interno del tunnel dell'amore, ma Percy è costretto a rimanere intrappolato sul trono d'oro di Efesto (dio dell'artigianato e fabbro degli dei) perché lo scudo venga rilasciato. Efesto appare ad Annabeth e gli offre la possibilità di continuare l'impresa senza Percy, ma la ragazza rifiuta dichiarando di non voler più essere un'eroina che sacrifica tutto, persino un amico, per la gloria. Commosso dalle parole di Annabeth, Efesto libera Percy e dice ad Annabeth che metterà una buona parola con Atena. Ares dà al trio uno zaino con dei rifornimenti e li porta a un camion di consegna dello zoo diretto a Las Vegas, dove possono ottenere un aiuto da Ermes al Casinò Lotus. Grover poi dice a Percy e Annabeth che sa chi ha rubato la Folgore grazie a una confessione di Ares.

## Prendiamo una zebra per Las Vegas
- Diretto da: Jet Wilkinson
- Scritto da: Jonathan E. Steinberg e Joe Tracz

### Trama
Dopo che Percy ha origliato in un sogno la voce misteriosa del preside della Yancy Academy che parla con il ladro di fulmini, il trio arriva a Las Vegas e informa Luke attraverso un messaggio di Iride, la dea dell'arcobaleno, che Clarisse potrebbe essere il ladro. Al Casinò Lotus, Grover trova un amico di famiglia di nome Augustus che dice di aver trovato Pan, mentre Percy e Annabeth trovano Ermes, il quale si rifiuta di aiutarli a causa di vari motivi. Poi si rendono conto che sono stati inconsapevolmente all'interno del casinò per giorni a causa dell'aria del casinò che emana l'odore dei fiori di loto. Dopo essersi riuniti con Grover, trovano l'auto di Ermes e le indicazioni per l'Oltretomba che ha lasciato loro, e vengono portati dall'auto alla spiaggia di Santa Monica. Nell'acqua, Percy viene a sapere da una Nereide che il termine ultimo della sua ricerca è scaduto e che suo padre è partito per prepararsi alla guerra. Percy giura di continuare la sua ricerca e viene fornito di quattro perle per sfuggire dagli Inferi.

## Scopriamo la verità, più o meno
- Diretto da: Andres Engström
- Scritto da: Andrew Miller

### Trama
In un flashback, Sally porta Percy in una nuova scuola. Sopraffatta da Percy che riesce a vedere un cavallo alato, Sally contatta Poseidone, che la dissuade dal portare Percy al Campo Mezzosangue in modo che possa forgiare la propria identità. Nel presente, Percy affronta Procuste e ottiene l'accesso al suo passaggio segreto per gli Inferi. Il trio incontra il traghettatore Caronte, che evoca il cane a tre teste Cerbero. Annabeth addomestica il cane, permettendo loro di fuggire, ma Grover si rende conto che ha perso la sua perla. Nei Campi di Asfodelo, Annabeth si blocca e deve usare la sua perla. Dopo aver raggiunto il Tartaro, Grover viene quasi trascinato nella fossa dalle sue scarpe volanti, e Percy che scopre la Folgore era sempre stata nello zaino di Ares. Percy e Grover vanno allora al palazzo di Ade, e quest'ultimo rivela di non essere interessato alla Folgore, né a attaccare i suoi fratelli, trovandosi a suo agio negli Inferi,  offre di liberare Sally se Percy gli darà il suo Elmo dell'oscurità, anch'esso rubato. Percy si rende conto che Crono è l'artefice dei furti, a causa del suo rancore di lunga data contro i suoi figli. Ade si offre di proteggerli in cambio della Folgore, facendo capire che teme il padre, ma Percy rifiuta, promettendo di mantenere il primo accordo. I due usano le loro perle e vengono portati a Montauk, dove si riuniscono con Annabeth prima di essere affrontati da Ares.

## La profezia si avvera
- Diretto da: Jet Wilkinson
- Scritto da: Craig Silverstein

### Trama
In un flashback, Percy e Luke si esercitano nella scherma e il secondo gli svela che gli dei devono rispettare le regole, ma i semidei possono infrangerle. Nel presente, Percy sfida Ares a duello: il primo a far versare sangue dell'avversario vincerà sia la folgore che l'elmo. Dopo aver evocato un'onda, Percy colpisce Ares, che scompare, lasciando l'Elmo che poi restituisce ad Alecto, che lo riporta da Ade. Percy si reca sull'Olimpo in cima all'Empire State Building e restituisce la folgore a Zeus, che tuttavia intende continuare la sua guerra. Quando Zeus sta per colpire Percy, Poseidone si arrende e i due decidono di informare gli altri dei della minaccia di Crono. Dopo che Poseidone, ha un dialogo col figlio, lo rimanda al Campo Mezzosangue, Percy riceve il benvenuto da eroe. Mentre è solo con Luke, Percy capisce che il vero ladro della folgore e dell'elmo è lui (come predetto dalla profezia un amico lo tradirà, cosa che Clarisse non è mai stata), dal momento che quest'ultimo gli ha dato le scarpe maledette, con lo scopo di fare arrivare la folgore a Crono, che gli ha fatto capire quanto siano ipocrite e egoiste le divinità. Dopo aver fallito nel reclutare Percy, Luke lo sottomette in un combattimento, ma Annabeth si rivela, avendo sentito tutto, e Luke fugge, da un portale che ha aperto con la sua spada. L'ultimo giorno del campo, Percy va riunirsi con Sally, Annabeth cerca di riconnettersi con la sua famiglia e Grover parte per cercare Pan, per mari, il trio promette di riunirsi tra un anno. Crono informa Percy in sogno che lui è la chiave per il suo ritorno, ma sceglie di non dire nulla alla madre.
In una scena a metà dei titoli di coda, Gabe, in seguito al divorzio con Sally, apre un pacco restituito dagli dei contenente la testa di Medusa e rimane pietrificato.